# Gaspar de Marrades
Gaspar de Marrades i Soler (?-agost de 1569) va ser un noble valencià que va exercir com a diplomàtic, militar, tresorer del Regne de València i lloctinent general del Regne de Mallorca durant el segle xvi.
Els Marrades provenien de Catalunya i es van establir a la ciutat de València, on van aconseguir destacats càrrecs en el govern municipal i la Batlia General del Regne de València. Gaspar era fill de Joan Marrades i d'Isabel Soler, senyora de Sallent. Sense descendència, ja que mai no es va casar, va nomenar el seu nebot, Gaspar Marrades i Lladró de Pallars, com a hereu.

## Carrera diplomàtica i militar
Gaspar Marrades va entrar al servei de l'emperador Carles V i va participar en diverses missions diplomàtiques i militars. L'any 1520 va ser membre de l'ambaixada enviada pel braç militar l'emperador, que estava a punt d'embarcar a La Corunya, per informar-lo sobre la revolta de les Germanies. Poc després, va formar part d'una altra delegació que es va traslladar a Flandes amb el mateix objectiu.
Va estar present en la coronació de Carles V per part del papa Climent VII a Bolonya i va acompanyar l'emperador en la conquesta de La Goleta i de Tunis el 1535. La seva fidelitat i valor van fer que fos un dels escollits per acompanyar Carles V en el desafiament que havia de tenir amb Francesc I de França, el qual finalment no es va dur a terme.

## Tresorer del Regne de València
A la mort del tresorer general de València, Miquel Sànchez Dalmau, el 14 d'octubre de 1538, Gaspar Marrades va ser nomenat successor en el càrrec per Carles V el 10 de novembre de 1539. Va delegar les seves funcions en el seu germà Joan Lluís Marrades el 15 d'abril de 1541. El seu nebot, també anomenat Gaspar, el va succeir en el 1554.
Entre 1545 i 1547 va ser sotmès a un judici de residència per part del visitador reial Pedro de La Gasca, fet que el va mantenir temporalment apartat del càrrec. Una altra inspecció, a la dècada de 1550, ja no li va afectar directament, atès que la tresoreria era gestionada pel seu germà mentre ell es trobava a Mallorca.

## Lloctinent general de Mallorca
El 6 de juliol de 1548, Gaspar Marrades va ser nomenat lloctinent general del Regne de Mallorca, encara que no va assumir el càrrec fins al 24 d'abril de 1549. Durant el seu mandat, va centrar-se en el manteniment de l'ordre públic i en la defensa de l'illa davant els atacs barbarecs. Va intervenir en la defensa de Pollença contra una incursió del corsari Dragut.
Una de les principals línies d'actuació de Marrades va ser la lluita contra el bandolerisme, que va reprimir amb contundència. No obstant això, també es va veure envoltat d'acusacions de corrupció en l'àmbit econòmic. Gaspar Marrades va ser destituït del càrrec el juliol de 1557. La decisió de la seva remoció va ser tan immediata que, en un fet poc comú, el seu successor, Guillem de Rocafull, va ser nomenat oficialment només un dia després. Aquest darrer va prendre possessió del càrrec el 22 de març de 1558.